# 張之象
張之象（1496年—1577年），字月鹿，又字玄超，別號碧山外史，晚年號王屋山人。明上海縣龍華里（今龍華鄉）人。
祖父張萱，官至湖廣參政；其父張鳴謙，官至順天通判。之象少時穎異，博縱群籍，早年為太學生，曾遊學南都（今南京），與何良俊、黃姬水等時有唱和。嘉靖年間，徐階打算找他撰寫青詞以進，拒不從命。授浙江布政司經歷。不久棄官歸里。
嘉靖三十二年（1553年），時值倭寇侵擾，遷居松城。家無餘資而好刻書。御史邢侗至松江，曾問其所好，之象對曰：“老人无他嗜，惟嗜丘壑之耳。”並出示《買山詩》，邢侗送他買山錢，之象用以修建“四贤词” 。與徐獻忠、何良俊、董宜陽合稱四賢。萬曆十五年（1587年）卒，年八十二。著有《四聲韻補》、《韻學統宗》、《詩學指南》、《詩紀類林》、《楚騷綺語》、《彤管新編》、《古詩類苑》、《唐詩類苑》、《唐雅》、《回文類聚》、《史記發微》、《史記評林》、《太史史例》、《鹽鐵論新舊注》等。